# GP Ouest France-Plouay 2009
El GP Ouest France-Plouay 2009 és una cursa ciclista que es disputà el 23 d'agost de 2009 pels voltants de Plouay, a la Bretanya. Es disputen 12 voltes a un circuit per completar un total de 229,2 km.
La cursa fou guanyada per l'australià Simon Gerrans, seguit del francès Pierrick Fédrigo i l'alemany Paul Martens. Gerrans s'imposà a l'esprint a un grup de cinc ciclistes que s'havia escapat del gran grup.

## Classificació general
| Posició | Ciclista              | Equip                 | Temps      |
| ------- | --------------------- | --------------------- | ---------- |
| 1       | Simon Gerrans         | Cervélo TestTeam      | 5h 58' 53" |
| 2       | Pierrick Fédrigo      | Bbox Bouygues Telecom | m. t.      |
| 3       | Paul Martens          | Rabobank ProTeam      | m. t.      |
| 4       | Anthony Roux          | FDJ                   | m. t.      |
| 5       | Daniel Martin         | Garmin–Slipstream     | m. t.      |
| 6       | Luis León Sánchez Gil | Caisse d'Epargne      | + 3"       |
| 7       | Samuel Dumoulin       | Cofidis               | m. t.      |
| 8       | Maksim Iglinski       | Astana Qazaqstan Team | m. t.      |
| 9       | Frédéric Guesdon      | FDJ                   | m. t.      |
| 10      | Jesús del Nero        | Fuji–Servetto         | m. t.      |